# オーイシマサヨシ×鈴木愛理のアニソン神曲カバーでしょdeショー!!
『オーイシマサヨシ×鈴木愛理のアニソン神曲カバーでしょdeショー!!』（オーイシマサヨシ×すずきあいりのアニソンかみきょくカバーでしょデショー!!）は、テレビ朝日のYouTubeチャンネル『動画、はじめてみました』で2021年6月5日から2024年10月26日まで配信されたインターネット番組である。MCはオーイシマサヨシと鈴木愛理。

## 概要
主に歌手活動を行っている声優やアニソン歌手などをゲストに迎え、アニメやアニソンについてMCの2人とトーク後に、特定のアニメや歌手に焦点を当てた視聴者投票で上位になったアニソンをゲストが歌唱する（MC2人が歌唱することもある）。動画は「トークパート」と「歌唱パート」に分かれている。オーイシまたは鈴木が歌唱する場合、「歌唱パート」は「トークパート」の翌週に公開される。
カラオケ音源は第一興商が運用するDAMが提供しており、セットは2021年3月25日にテレビ朝日で放送され、オーイシも出演した『アニソンバトルBEST20』のものを流用している。2024年10月12日配信分がリニューアル前ラストスタジオトークとなった。
2022年8月に有観客イベントを開催予定だったがオーイシの新型コロナウイルス感染により中止となり、その振替として、12月13日にEX THEATER ROPPONGIにて初の有観客イベント『オーイシマサヨシ×鈴木愛理のアニソン神曲 今度こそ!初のイベントでしょdeショー!!』が開催された。
2023年4月1日よりTVerで配信が開始され、10月26日からはテレビ朝日の月末の深夜帯に新枠された「tver asahi」の枠にて初めて地上波で放送された。
2024年11月9日配信分から、内容を一新したオーイシと鈴木がそのままMCを務める新番組『オーイシマサヨシ×鈴木愛理のでしょでしょ!!』が当番組をリニューアルする形でスタートした。

## 配信リスト（YouTube版）
凡例
- ：オーイシによる歌唱
- ：鈴木による歌唱
- ：オーイシ・鈴木 2人での歌唱
- ：MCによる歌唱なし

### 2021年
| #   | 公開日   | ゲスト                       | 歌唱曲 （ゲスト）                | 歌唱曲 （MC）                         |
| --- | -------- | ---------------------------- | -------------------------------- | ------------------------------------- |
| #01 | 6月5日   | May'n                        | インフェルノ（Mrs. GREEN APPLE） |                                       |
| #01 | 6月5日   | May'n                        | 未来ノート（May'n）              |                                       |
| #02 | 6月12日  | 亜咲花                       | Pray（Tommy heavenly6）          | プライド革命（CHiCO with HoneyWorks） |
| #03 | 6月19日  | 伊東健人                     | Undulation（崎山蒼志）           |                                       |
| #04 | 7月3日   | 唐沢美帆（TRUE）             | リトルソルジャー（田所あずさ）   | Nameless Story（寺島拓篤）            |
| #05 | 7月10日  | 大橋彩香                     | chAngE（miwa）                   | Rolling star（YUI）                   |
| #06 | 7月17日  | 富田美憂                     | コネクト（ClariS）               |                                       |
| #07 | 7月31日  | 梶原岳人                     | ハルカミライ（感覚ピエロ）       | Grandeur（Snow Man）                  |
| #07 | 8月7日   | 梶原岳人                     | ハルカミライ（感覚ピエロ）       | Grandeur（Snow Man）                  |
| #08 | 8月14日  | 高槻かなこ                   | トライアングラー（坂本真綾）     | ライオン（May'n / 中島愛）            |
| #08 | 8月21日  | 高槻かなこ                   | トライアングラー（坂本真綾）     | ライオン（May'n / 中島愛）            |
| #09 | 8月28日  | 田所あずさ                   | 君がいない未来（Do As Infinity） |                                       |
| #10 | 9月4日   | harmoe（岩田陽葵・小泉萌香） | ヒトリゴト（ClariS）             |                                       |
| #11 | 9月11日  | 礒部花凜                     | SHINY DAYS（亜咲花）             | God knows…（涼宮ハルヒ（平野綾））    |
| #11 | 9月18日  | 礒部花凜                     | SHINY DAYS（亜咲花）             | God knows…（涼宮ハルヒ（平野綾））    |
| #12 | 9月25日  | MARiA                        | 怪物（YOASOBI）                  | Cry Baby（Official髭男dism）          |
| #12 | 10月2日  | MARiA                        | 怪物（YOASOBI）                  | Cry Baby（Official髭男dism）          |
| #13 | 10月9日  | 明坂聡美                     | 1/2（川本真琴）                  |                                       |
| #14 | 10月16日 | 芹澤優                       | Don't say "lazy"（桜高軽音部）   | リライト（ASIAN KUNG-FU GENERATION）  |
| #14 | 10月23日 | 芹澤優                       | Don't say "lazy"（桜高軽音部）   | リライト（ASIAN KUNG-FU GENERATION）  |
| #15 | 10月30日 | Liyuu                        | Catch You Catch Me（グミ）       |                                       |
| #16 | 11月6日  | 若井友希                     | oath sign（LiSA）                | Catch the Moment（LiSA）              |
| #16 | 11月13日 | 若井友希                     | oath sign（LiSA）                | Catch the Moment（LiSA）              |
| #17 | 11月20日 | 白井悠介                     | Dive in the Sky（酒井ミキオ）    |                                       |
| #18 | 11月27日 | 井上苑子                     | ロマンティックあげるよ（橋本潮） | 紅蓮の弓矢（Linked Horizon）          |
| #18 | 12月4日  | 井上苑子                     | ロマンティックあげるよ（橋本潮） | 紅蓮の弓矢（Linked Horizon）          |
| #19 | 12月11日 | 内田彩                       | あなただけ見つめてる（大黒摩季） |                                       |
| #20 | 12月18日 | 土岐隼一                     | No.1（DISH//）                   | 君の知らない物語（supercell）         |
| #20 | 12月25日 | 土岐隼一                     | No.1（DISH//）                   | 君の知らない物語（supercell）         |

### 2022年
| #   | 公開日   | ゲスト                             | 歌唱曲 （ゲスト）                                                                 | 歌唱曲 （MC）                                  |
| --- | -------- | ---------------------------------- | --------------------------------------------------------------------------------- | ---------------------------------------------- |
| #21 | 1月1日   | 工藤晴香                           | 恋はスリル、ショック、サスペンス（愛内里菜）                                      | Butter-Fly（和田光司）                         |
| #21 | 1月8日   | 工藤晴香                           | 恋はスリル、ショック、サスペンス（愛内里菜）                                      | Butter-Fly（和田光司）                         |
| #22 | 1月15日  | 小原莉子                           | ブルーバード（いきものがかり）                                                    | うまぴょい伝説（ウマ娘 プリティーダービー）    |
| #22 | 1月22日  | 小原莉子                           | ブルーバード（いきものがかり）                                                    | うまぴょい伝説（ウマ娘 プリティーダービー）    |
| #23 | 1月29日  | YURiKA                             | 残酷な天使のテーゼ（高橋洋子）                                                    | 創聖のアクエリオン（AKINO from bless4）        |
| #23 | 2月5日   | YURiKA                             | 残酷な天使のテーゼ（高橋洋子）                                                    | 創聖のアクエリオン（AKINO from bless4）        |
| #24 | 2月12日  | 大河元気                           | INVOKE（T.M.Revolution）                                                          |                                                |
| #25 | 2月19日  | 久保田未夢                         | ハレ晴れユカイ（平野綾・茅原実里・後藤邑子）                                      | 残響散歌（Aimer）                              |
| #25 | 2月26日  | 久保田未夢                         | ハレ晴れユカイ（平野綾・茅原実里・後藤邑子）                                      | 残響散歌（Aimer）                              |
| #26 | 3月5日   | 黒沢ともよ                         | secret base〜君がくれたもの〜 (10 years after Ver.)（茅野愛衣・戸松遥・早見沙織） | 一途（King Gnu）                               |
| #26 | 3月12日  | 黒沢ともよ                         | secret base〜君がくれたもの〜 (10 years after Ver.)（茅野愛衣・戸松遥・早見沙織） | 一途（King Gnu）                               |
| #27 | 3月19日  | 小野友樹                           | *〜アスタリスク〜（ORANGE RANGE）                                                 |                                                |
| #28 | 3月26日  | Pile                               | ダイアモンド クレバス（シェリル・ノーム starring May'n）                          | Snow halation（μ's）                           |
| #28 | 4月2日   | Pile                               | ダイアモンド クレバス（シェリル・ノーム starring May'n）                          | Snow halation（μ's）                           |
| #29 | 4月9日   | 藍原ことみ                         | プラチナ（坂本真綾）                                                              |                                                |
| #30 | 4月16日  | 寺島拓篤                           | ひまわりの約束（秦基博）                                                          | 限界突破×サバイバー（氷川きよし）              |
| #30 | 4月23日  | 寺島拓篤                           | ひまわりの約束（秦基博）                                                          | 限界突破×サバイバー（氷川きよし）              |
| #31 | 4月30日  | 石原夏織                           | SHINING LINE*（わか・ふうり・ゆな from STAR☆ANIS）                                | 恋愛サーキュレーション（千石撫子（花澤香菜）） |
| #31 | 5月7日   | 石原夏織                           | SHINING LINE*（わか・ふうり・ゆな from STAR☆ANIS）                                | 恋愛サーキュレーション（千石撫子（花澤香菜）） |
| #32 | 5月14日  | 新田恵海                           | Paradise Lost（茅原実里）                                                         |                                                |
| #33 | 5月21日  | Machico                            | 自由への扉（小此木麻里）                                                          | お願いマッスル（ファイルーズあい・石川界人）   |
| #33 | 5月28日  | Machico                            | 自由への扉（小此木麻里）                                                          | お願いマッスル（ファイルーズあい・石川界人）   |
| #34 | 6月4日   | 佐藤日向                           | シュガーソングとビターステップ（UNISON SQUARE GARDEN）                            | 喜劇（星野源）                                 |
| #34 | 6月11日  | 佐藤日向                           | シュガーソングとビターステップ（UNISON SQUARE GARDEN）                            | 喜劇（星野源）                                 |
| #35 | 6月18日  | 斉藤朱夏                           | ハルノヒ（あいみょん）                                                            |                                                |
| #36 | 6月25日  | 井口裕香                           | Love Destiny（堀江由衣）                                                          |                                                |
| #37 | 7月2日   | 伊藤理々杏（乃木坂46）             | only my railgun（fripSide）                                                       | 悪魔の子（ヒグチアイ）                         |
| #37 | 7月9日   | 伊藤理々杏（乃木坂46）             | only my railgun（fripSide）                                                       | 悪魔の子（ヒグチアイ）                         |
| #38 | 7月16日  | 徳井青空                           | 空色デイズ（中川翔子）                                                            |                                                |
| #39 | 7月23日  | 相羽あいな                         | サムライハート (Some Like It Hot!!)（SPYAIR）                                     | unravel（TK from 凛として時雨）                |
| #39 | 7月30日  | 相羽あいな                         | サムライハート (Some Like It Hot!!)（SPYAIR）                                     | unravel（TK from 凛として時雨）                |
| #40 | 8月13日  | 畠中祐                             | スターマーカー（KANA-BOON）                                                       | 新時代（Ado）                                  |
| #40 | 8月20日  | 畠中祐                             | スターマーカー（KANA-BOON）                                                       | 新時代（Ado）                                  |
| #41 | 8月27日  | ZAQ                                | シルシ（LiSA）                                                                    | ミックスナッツ（Official髭男dism）             |
| #41 | 9月3日   | ZAQ                                | シルシ（LiSA）                                                                    | ミックスナッツ（Official髭男dism）             |
| #42 | 9月10日  | 渕上舞                             | innocent starter（水樹奈々）                                                      |                                                |
| #43 | 10月1日  | 伊藤彩沙                           | 大きな愛でもてなして（℃-ute）                                                     | 瞬間センチメンタル（SCANDAL）                  |
| #43 | 10月8日  | 伊藤彩沙                           | 大きな愛でもてなして（℃-ute）                                                     | 瞬間センチメンタル（SCANDAL）                  |
| #44 | 10月15日 | 高橋健介                           | カサブタ（千綿ヒデノリ）                                                          | ピースサイン（米津玄師）                       |
| #44 | 10月22日 | 高橋健介                           | カサブタ（千綿ヒデノリ）                                                          | ピースサイン（米津玄師）                       |
| #45 | 10月29日 | 山北早紀                           | 微笑みの爆弾（馬渡松子）                                                          |                                                |
| #46 | 11月5日  | 黒崎真音                           | 鳥の詩（Lia）                                                                     | 祝福（YOASOBI）                                |
| #46 | 11月12日 | 黒崎真音                           | 鳥の詩（Lia）                                                                     | 祝福（YOASOBI）                                |
| #47 | 11月19日 | 永塚拓馬                           | future（HIRO-X）                                                                  | Get Wild（TM NETWORK）                         |
| #47 | 11月26日 | 永塚拓馬                           | future（HIRO-X）                                                                  | Get Wild（TM NETWORK）                         |
| #48 | 12月3日  | 加藤里保菜                         | 太陽の楽園〜Promised Land〜（神戸みゆき）                                         |                                                |
| #48 | 12月10日 | 加藤里保菜                         | 太陽の楽園〜Promised Land〜（神戸みゆき）                                         |                                                |
| #49 | 12月24日 | NACHERRY（村上奈津実・田中ちえ美） | ライオン（May'n / 中島愛）                                                        | マイ フレンド（ZARD）                          |
| #49 | 12月30日 | NACHERRY（村上奈津実・田中ちえ美） | ライオン（May'n / 中島愛）                                                        | マイ フレンド（ZARD）                          |

### 2023年
| #      | 公開日   | ゲスト | 歌唱曲 （ゲスト）                                                                                        | 歌唱曲 （MC）                                                                                            |
| ------ | -------- | --- | --- | --- |
| #50    | 1月14日  | 大塚紗英 | Pray（水樹奈々）                                                                                         | KICK BACK（米津玄師）                                                                                    |
| #50    | 1月21日  | 大塚紗英 | Pray（水樹奈々）                                                                                         | KICK BACK（米津玄師）                                                                                    |
| #51    | 1月28日  | 平嶋夏海 | キズナミュージック♪（Poppin'Party）                                                                      | |
| 特別編 | 2月4日   | 2022年12月13日に、EX THEATER ROPPONGIで開催されたイベント、『オーイシマサヨシ×鈴木愛理のアニソン神曲 今度こそ！初のイベントでしょdeショー!!』を特別編集バージョンで公開。 | - Preserved Roses（T.M.Revolution×水樹奈々） - プライド革命（CHiCO with HoneyWorks） - Sincerely（TRUE） | - Preserved Roses（T.M.Revolution×水樹奈々） - プライド革命（CHiCO with HoneyWorks） - Sincerely（TRUE） |
| 特別編 | 2月11日  | 2022年12月13日に、EX THEATER ROPPONGIで開催されたイベント、『オーイシマサヨシ×鈴木愛理のアニソン神曲 今度こそ！初のイベントでしょdeショー!!』を特別編集バージョンで公開。 | - Preserved Roses（T.M.Revolution×水樹奈々） - プライド革命（CHiCO with HoneyWorks） - Sincerely（TRUE） | - Preserved Roses（T.M.Revolution×水樹奈々） - プライド革命（CHiCO with HoneyWorks） - Sincerely（TRUE） |
| #52    | 2月18日  | ほしのディスコ（パーパー） | WILD EYES（水樹奈々）                                                                                    | 深愛（水樹奈々）                                                                                         |
| #52    | 2月25日  | ほしのディスコ（パーパー） | WILD EYES（水樹奈々）                                                                                    | 深愛（水樹奈々）                                                                                         |
| #53    | 3月4日   | 武内駿輔 | 銀河鉄道999（ゴダイゴ）                                                                                  | マジンガーZ（水木一郎）                                                                                  |
| #53    | 3月11日  | 武内駿輔 | 銀河鉄道999（ゴダイゴ）                                                                                  | マジンガーZ（水木一郎）                                                                                  |
| #54    | 3月18日  | 川村エミコ（たんぽぽ） | キューティーハニー（前川陽子）                                                                           | |
| #55    | 3月25日  | 亜咲花 | 私は最強（Ado）                                                                                          | 可愛くてごめん (feat. ちゅーたん(CV:早見沙織))（HoneyWorks）                                             |
| #55    | 4月1日   | 亜咲花 | 私は最強（Ado）                                                                                          | 可愛くてごめん (feat. ちゅーたん(CV:早見沙織))（HoneyWorks）                                             |
| #56    | 4月8日   | 髙橋ミナミ | Dreaming on the Radio（越前リョーマ）                                                                    | 第ゼロ感（10-FEET）                                                                                      |
| #56    | 4月15日  | 髙橋ミナミ | Dreaming on the Radio（越前リョーマ）                                                                    | 第ゼロ感（10-FEET）                                                                                      |
| #57    | 4月22日  | 進藤あまね | ユメノトビラ（μ's）                                                                                      | |
| #58    | 4月29日  | 幹葉（スピラ・スピカ） | 青春コンプレックス（結束バンド）                                                                         | オリオンをなぞる（UNISON SQUARE GARDEN）                                                                 |
| #58    | 5月6日   | 幹葉（スピラ・スピカ） | 青春コンプレックス（結束バンド）                                                                         | オリオンをなぞる（UNISON SQUARE GARDEN）                                                                 |
| #59    | 5月13日  | 佐藤美波（AKB48） | 無敵級*ビリーバー（中須かすみ（CV:相良茉優））                                                           | ユメヲカケル!（ウマ娘 プリティーダービー）                                                               |
| #59    | 5月20日  | 佐藤美波（AKB48） | 無敵級*ビリーバー（中須かすみ（CV:相良茉優））                                                           | ユメヲカケル!（ウマ娘 プリティーダービー）                                                               |
| #60    | 5月27日  | 青山なぎさ | Cry Baby（Official髭男dism）                                                                             | |
| #61    | 6月3日   | 末吉9太郎（CUBERS） | ロッタラ ロッタラ（Buono!）                                                                              | アイドル（YOASOBI）                                                                                      |
| #61    | 6月10日  | 末吉9太郎（CUBERS） | ロッタラ ロッタラ（Buono!）                                                                              | アイドル（YOASOBI）                                                                                      |
| #62    | 6月24日  | みゆはん | 花に亡霊（ヨルシカ）                                                                                     | 絆ノ奇跡（MAN WITH A MISSION×milet）                                                                     |
| #62    | 7月1日   | みゆはん | 花に亡霊（ヨルシカ）                                                                                     | 絆ノ奇跡（MAN WITH A MISSION×milet）                                                                     |
| #63    | 7月8日   | 倉知玲鳳 | 嘘（シド）                                                                                               | |
| #64    | 7月15日  | 降幡愛 | Blue Velvet（工藤静香）                                                                                  | crossing field（LiSA）                                                                                   |
| #64    | 7月22日  | 降幡愛 | Blue Velvet（工藤静香）                                                                                  | crossing field（LiSA）                                                                                   |
| #65    | 7月29日  | 田辺留依 | 隣に…（三浦あずさ（たかはし智秋））                                                                      | 火炎（女王蜂）                                                                                           |
| #65    | 8月5日   | 田辺留依 | 隣に…（三浦あずさ（たかはし智秋））                                                                      | 火炎（女王蜂）                                                                                           |
| #66    | 8月12日  | 櫻井優衣（FRUITS ZIPPER） | ホントのじぶん（Buono!）                                                                                 | チューリングラブ feat.Sou（ナナヲアカリ）                                                                |
| #66    | 8月19日  | 櫻井優衣（FRUITS ZIPPER） | ホントのじぶん（Buono!）                                                                                 | チューリングラブ feat.Sou（ナナヲアカリ）                                                                |
| #67    | 8月26日  | 来栖りん | 恋愛サーキュレーション（千石撫子（花澤香菜））                                                           | |
| #68    | 9月2日   | 大西亜玖璃 | SOMEONE ELSE（種島ぽぷら（阿澄佳奈）、伊波まひる（藤田咲）、轟八千代（喜多村英梨））                     | |
| 特別編 | 9月9日   | 2023年7月24日に、六本木ヒルズアリーナで開催されたイベント、『オーイシマサヨシ×鈴木愛理のアニソン神曲 夏のイベントでしょdeショー!!2023』を特別編集バージョンで公開。       | 絆ノ奇跡（MAN WITH A MISSION×milet）                                                                     | 絆ノ奇跡（MAN WITH A MISSION×milet）                                                                     |
| 特別編 | 9月16日  | 2023年7月24日に、六本木ヒルズアリーナで開催されたイベント、『オーイシマサヨシ×鈴木愛理のアニソン神曲 夏のイベントでしょdeショー!!2023』を特別編集バージョンで公開。       | 絆ノ奇跡（MAN WITH A MISSION×milet）                                                                     | 絆ノ奇跡（MAN WITH A MISSION×milet）                                                                     |
| #69    | 9月23日  | 福原綾香 | oblivious（Kalafina）                                                                                    | サインはB -アイ Solo Ver.-（B小町 アイ（CV:高橋李依））                                                  |
| #69    | 9月30日  | 福原綾香 | oblivious（Kalafina）                                                                                    | サインはB -アイ Solo Ver.-（B小町 アイ（CV:高橋李依））                                                  |
| #70    | 10月7日  | 林勇 | 世界が終るまでは…（WANDS）                                                                               | 青のすみか（キタニタツヤ）                                                                               |
| #70    | 10月14日 | 林勇 | 世界が終るまでは…（WANDS）                                                                               | 青のすみか（キタニタツヤ）                                                                               |
| #71    | 10月21日 | 尾崎由香 | Overfly（春奈るな）                                                                                      | |
| #72    | 11月4日  | 本望あやか | ドリームパレード（i☆Ris）                                                                                | 美しい鰭（スピッツ）                                                                                     |
| #72    | 11月11日 | 本望あやか | ドリームパレード（i☆Ris）                                                                                | 美しい鰭（スピッツ）                                                                                     |
| #73    | 11月18日 | 高嶺のなでしこ（橋本桃呼・松本ももな・日向端ひな） | 世界は恋に落ちている（CHiCO with HoneyWorks）                                                            | |
| #74    | 12月9日  | #ババババンビ（水湊みお・岸みゆ・小鳥遊るい） | Cagayake!GIRLS（桜高軽音部）                                                                             | |
| #74    | 12月16日 | #ババババンビ（水湊みお・岸みゆ・小鳥遊るい） | Cagayake!GIRLS（桜高軽音部）                                                                             | |

### 2024年
| #      | 公開日   | ゲスト | 歌唱曲 （ゲスト）                                                                 | 歌唱曲 （MC）                                                           |
| ------ | -------- | --- | --------------------------------------------------------------------------------- | ----------------------------------------------------------------------- |
| #75    | 1月20日  | 大橋彩香 | 泪のムコウ（ステレオポニー）                                                      |                                                                         |
| #75    | 1月27日  | 大橋彩香 | 泪のムコウ（ステレオポニー）                                                      |                                                                         |
| #76    | 2月3日   | 逢田梨香子 | My Soul, Your Beats! (Gldemo Ver.)（Girls Dead Monster）                          | メロウ（須田景凪）                                                      |
| #76    | 2月10日  | 逢田梨香子 | My Soul, Your Beats! (Gldemo Ver.)（Girls Dead Monster）                          | メロウ（須田景凪）                                                      |
| #77    | 3月2日   | 飯田里穂 | Rolling star（YUI）                                                               |                                                                         |
| #77    | 3月9日   | 飯田里穂 | Rolling star（YUI）                                                               |                                                                         |
| #78    | 3月16日  | 中田花奈 | タネ（ノースリーブス）                                                            | Bling-Bang-Bang-Born（Creepy Nuts）                                     |
| #78    | 3月23日  | 中田花奈 | タネ（ノースリーブス）                                                            | Bling-Bang-Bang-Born（Creepy Nuts）                                     |
| #79    | 3月30日  | 東雲うみ | 水の星へ愛をこめて（森口博子）                                                    | なまらめんこいギャル（オーイシマサヨシ）                                |
| #79    | 4月6日   | 東雲うみ | 水の星へ愛をこめて（森口博子）                                                    | なまらめんこいギャル（オーイシマサヨシ）                                |
| #80    | 4月13日  | 福西勝也 | DADDY! DADDY! DO! feat. 鈴木愛理（鈴木雅之）                                      |                                                                         |
| #81    | 4月20日  | 小林愛香 | アンビバレント（Uru）                                                             | オレンジ（SPYAIR）                                                      |
| #81    | 4月27日  | 小林愛香 | アンビバレント（Uru）                                                             | オレンジ（SPYAIR）                                                      |
| #82    | 5月4日   | 鈴木このみ | ETERNAL BLAZE（水樹奈々）                                                         | Redo（鈴木このみ）                                                      |
| #82    | 5月11日  | 鈴木このみ | ETERNAL BLAZE（水樹奈々）                                                         | Redo（鈴木このみ）                                                      |
| #83    | 5月18日  | 結那 | U（millennium parade × Belle（中村佳穂））                                        |                                                                         |
| #83    | 5月25日  | 結那 | U（millennium parade × Belle（中村佳穂））                                        |                                                                         |
| #84    | 6月8日   | 田中美久 | 変わらないもの（奥華子）                                                          | ライラック（Mrs. GREEN APPLE）                                          |
| #84    | 6月15日  | 田中美久 | 変わらないもの（奥華子）                                                          | ライラック（Mrs. GREEN APPLE）                                          |
| #85    | 6月22日  | 石谷春貴 | サクラミツツキ（SPYAIR）                                                          | Shouted Serenade（LiSA）                                                |
| #85    | 6月29日  | 石谷春貴 | サクラミツツキ（SPYAIR）                                                          | Shouted Serenade（LiSA）                                                |
| #86    | 7月6日   | #KTちゃん | KICK BACK（米津玄師）                                                             |                                                                         |
| #86    | 7月13日  | #KTちゃん | KICK BACK（米津玄師）                                                             |                                                                         |
| #87    | 7月27日  | えなこ | God knows…（涼宮ハルヒ（平野綾））                                                | ババーンと推参! バーンブレイバーン（ブレイバーン （鈴村健一））         |
| #87    | 8月3日   | えなこ | God knows…（涼宮ハルヒ（平野綾））                                                | ババーンと推参! バーンブレイバーン（ブレイバーン （鈴村健一））         |
| #88    | 8月10日  | 菅田愛貴（超ときめき♡宣伝部） | ヒロイン育成計画 feat. 涼海ひより（水瀬いのり）                                   | 僕は…（あたらよ）                                                       |
| #88    | 8月17日  | 菅田愛貴（超ときめき♡宣伝部） | ヒロイン育成計画 feat. 涼海ひより（水瀬いのり）                                   | 僕は…（あたらよ）                                                       |
| #89    | 8月24日  | 紡木吏佐 | UNDEAD（YOASOBI）                                                                 |                                                                         |
| #89    | 8月31日  | 紡木吏佐 | UNDEAD（YOASOBI）                                                                 |                                                                         |
| 特別編 | 9月7日   | 2024年8月7日に、六本木ヒルズアリーナで開催されたイベント、『オーイシマサヨシ×鈴木愛理のアニソン神曲 夏のイベントでしょdeショー!!2024』を特別編集バージョンで公開。 | - ライオン（May'n / 中島愛） - なまらめんこいギャル（オーイシマサヨシ）           | - ライオン（May'n / 中島愛） - なまらめんこいギャル（オーイシマサヨシ） |
| 特別編 | 9月14日  | 2024年8月7日に、六本木ヒルズアリーナで開催されたイベント、『オーイシマサヨシ×鈴木愛理のアニソン神曲 夏のイベントでしょdeショー!!2024』を特別編集バージョンで公開。 | - ライオン（May'n / 中島愛） - なまらめんこいギャル（オーイシマサヨシ）           | - ライオン（May'n / 中島愛） - なまらめんこいギャル（オーイシマサヨシ） |
| #90    | 9月21日  | 中島愛 | ヒロガリズム（石井あみ、吉武千颯）                                                |                                                                         |
| #90    | 9月28日  | 中島愛 | ヒロガリズム（石井あみ、吉武千颯）                                                |                                                                         |
| #91    | 10月5日  | 仲村宗悟 | 君じゃなきゃダメみたい（オーイシマサヨシ）                                        |                                                                         |
| #92    | 10月12日 | ※最終回のためゲスト無し |                                                                                   | シュガーソングとビターステップ（UNISON SQUARE GARDEN）                  |
| #92    | 10月19日 | ※最終回のためゲスト無し | only my railgun（fripSide）                                                       |                                                                         |
| #92    | 10月26日 | ※最終回のためゲスト無し | secret base〜君がくれたもの〜 (10 years after Ver.)（茅野愛衣・戸松遥・早見沙織） |                                                                         |

## 放送リスト（地上波版）
凡例
- ：オーイシによる歌唱
- ：鈴木による歌唱
- ：オーイシ・鈴木 2人での歌唱
- ：MCによる歌唱なし

### 2023年
| #   | 放送日   | ゲスト   | 歌唱曲 （ゲスト）                              | 歌唱曲 （MC）                                                    |
| --- | -------- | -------- | ---------------------------------------------- | ---------------------------------------------------------------- |
| #01 | 10月26日 | Liyuu    | 星間飛行（ランカ・リー=中島愛）                | トウキョウ・シャンディ・ランデヴ feat. 花譜, ツミキ（MAISONdes） |
| #02 | 11月30日 | 星乃夢奈 | 気まぐれロマンティック（高木さん（高橋李依）） | SPECIALZ（King Gnu）                                             |
| #03 | 12月21日 | 伊東健人 | スパークル [original ver.]（RADWIMPS）         | 花になって（緑黄色社会）                                         |

## イベント
- オーイシマサヨシ×鈴木愛理のアニソン神曲 初のイベントでしょdeショー!!（2022年8月7日、六本木ヒルズアリーナ[3]）
  - ゲスト：May'n、Liyuu、大河元気
    - 開催予定だったが、オーイシが新型コロナウイルス感染症に感染したことにより中止[3]。オーイシと鈴木はT.M.Revolution×水樹奈々の「Preserved Roses」をデュエットで披露する予定だった[11]。

- オーイシマサヨシ×鈴木愛理のアニソン神曲 今度こそ！初のイベントでしょdeショー!!（2022年12月13日、EX THEATER ROPPONGI）
  - ゲスト：May'n、大河元気、相羽あいな。
    - 上記のイベントの振替公演。

- オーイシマサヨシ×鈴木愛理のアニソン神曲 夏のイベントでしょdeショー!!2023（2023年7月24日、六本木ヒルズアリーナ[12]）
  - ゲスト：内田彩、仲村宗悟

- オーイシマサヨシ×鈴木愛理のアニソン神曲 夏のイベントでしょdeショー!!2024（2024年8月7日、六本木ヒルズアリーナ）
  - ゲスト：小林愛香
    - Liyuuも出演予定だったが、体調不良により出演がキャンセルとなった。

## スタッフ
- 構成：向井ノリヒロ
- TM：高田格
- TD/SW：樗木真弥
- カメラ：斉藤紘志、首藤祥太、宮本邦慶、新井麻菜美
- 音声：松崎宏江
- VE：菅原功暉
- PA：宇都宮晋也（ロッコウ・プロモーション）
- 照明：小倉康裕
- OPCG：中村哲也
- MA/音効：森祥一
- デザイン：村上由季
- 美術進行：寺岡悠介、大塚理紗
- 大道具：松本友博、小田切友紀
- オブジェ装飾：長野敦子
- 電飾：岡村明子
- 特効：釜田智志
- 制作スタッフ：有坂颯吹、三上遼太
- AP：村瀬桃子、神谷泉希
- ディレクター：後藤琢磨、山本希江、綿貫翔平、品田向孝
- 総合演出プロデューサー：佐藤啓
- プロデューサー：船引貴史
- 制作協力：NONぷれ
- 制作著作：テレビ朝日